# ストップ (オルガン)

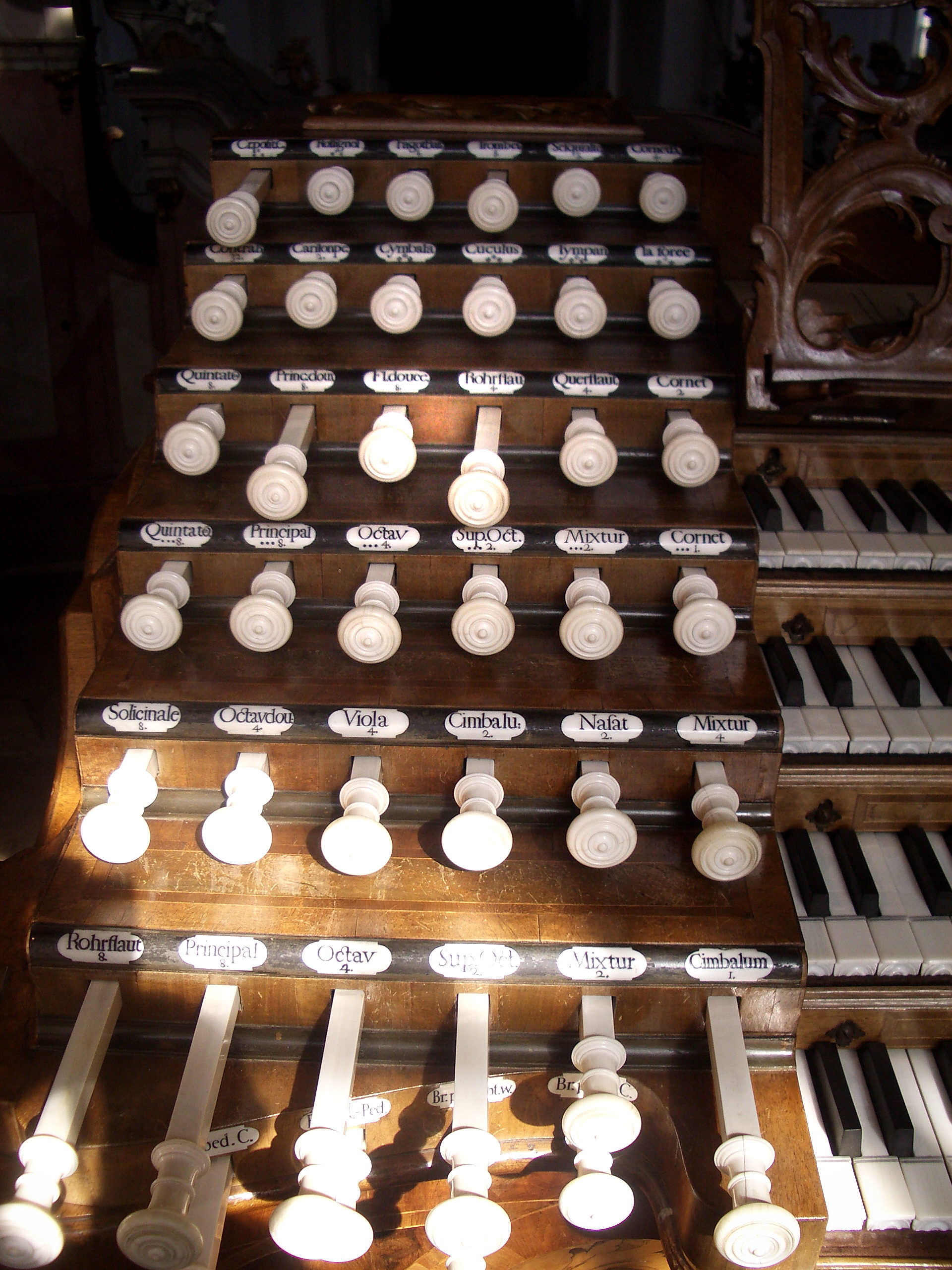
ストップ

オルガン（パイプオルガン）におけるストップとは、オルガンの音色選択機構であり、これによってピッチや音色の異なる複数のパイプ列から発音するパイプ列を選択する。しかし選択機構だけでなく、それによって選択される音色やパイプ列そのものも「ストップ」と呼ぶことがある。
通常の状態ではオルガンの風箱からパイプへの空気の流入はパイプ列ごとにスライダーによって阻止された状態になっている。この状態では鍵盤を操作してパレットを開放しても音は出ない。
ストップ操作部により、スライダーを動かして、スライダーに開けられた穴とパイプとの接続部の位置を一致させると、空気の経路が確保されパイプ列が発音可能となる。
複数のストップを同時に作動させることによって、音色を合成することができ、単体のストップ音色にはない音色を多彩に生み出すことができる。特に異なるピッチのパイプを同時に鳴らすことによる倍音構造の合成が重要である。またストップの違いによって、音色の変化をもたらすだけでなく、鍵に対する発音高を変えて、限られた鍵盤の鍵数よりも広い音域を網羅することもできる。

## 呼称
英語においてはorgan stop、ドイツ語ではRegister、イタリア語ではregistro、フランスではjeu d'orgueと呼ぶ。これを操作することにより、各種一連のパイプ列へ送風を供給するのを遮断したりそれを解除したりするものであるため、塞閉器の意味でstopと呼ぶようになった。日本においては、これによって風路に栓をして送風の供給を止めることから、「音栓」とも訳されている。

## ストップの操作部

### ストップ

#### ドロー・ノブ形
伝統的な引き出し式のノブによるもので、正統派のパイプ・オルガンにおいて最も採用されているものである。あるストップの音を鳴らすときはノブを引き出し、鳴らさない場合には奥に押し込む。先端の中に仕込まれている電球が点灯して、教会などの暗闇でも目視確認がしやすいようになっているものもある。
昨今の新しいパイプ・オルガンにおいては、コンビネーションを使用した切り換えによっても、実際にドロー・ノブが自動で出入りすることにより、ストップの使用状況が目視確認ができるようになっているものもある。それは、TuttiボタンやCancelボタンを押した時や、クレッシェンド・ペダルを踏んだ時においても同様のことが言える。
電子オルガンに採用されることは、コストの面から敬遠されている。教会向けを意識した電子オルガンには視覚的な効果からドロー・ノブが装備されているものの、そのほとんどはプラスチック製であり、バネと電球とを使用した簡易的なものであって、コンビネーションを切り換えてもドロー・ノブが自動で出入りすることがないのが普通である（例：ヴァイカウント「Cuntics」シリーズ,コンテント「Pastorale」シリーズ）。アーレン社の電子オルガンではドロー・ノブは木製で、コンビネーションを切り替えると実際に出入りする。

#### レバー形
突き出た棒を上下または左右に動かすことによって入・切が入れ替わる方式も伝統的な方式である。上下動のものは下方に、左右動のものは演奏者側の内側に動かすとストップが作動する。

#### タブレット形
一般的には、幾分斜め向きに設置されており、上部と下部とを指で押すことによって入・切が切り替わるが、その際に、タブレットの奥に仕込まれている電球が点灯してプラスチック製のタブレットそのものが光ったり、LEDが付いていることによって、教会などの暗闇でも目視確認がしやすいようになっていることが多い。

#### タンブラー（舌）形
斜めに突き出て並んでいる舌状スイッチの下部を指で下げたり上げたりすることによって入・切が切り替わるものである。上部などにLEDが付いていることによって、教会などの暗闇でも目視確認がしやすいようになっていることもある。

#### 点灯押しボタン形
一度指で押すと入になり、もう一度押すと切になるようにできている。目視確認のため、電球やLEDにより点灯する。

### コンビネーション（音栓操作記憶装置）
1. フリー・コンビネーション（自由記憶制御装置）
それぞれのストップの横に、記憶セットするための別個のストップ（スイッチ）が数列配置される。鍵盤下などに、多くはローマ数字のI、II、III、IV などと表記された、記憶選択スイッチが並ぶのが普通。記憶機能は少ないが、演奏途中で簡単に変更可能。また、記憶状態が可視される。
2. ゼッツアー・コンビネーション（前置記憶制御装置）
前記の装置とは異なり、記憶させるには予め、ストップを選択し、記憶セットスイッチ(S)と記憶番号スイッチと同時に押す。それぞれの記憶番号には選択されたストップが記憶される。記憶解除には記憶番号スイッチと解除スイッチ(C)を同時に押す。オルガンによっては、セットスイッチを押す度に選択番号は自動的に割り振られる。順次記憶呼出スイッチによって記憶順にストップが選択される。逆順選択スイッチも設置された機種もある。0（ゼロ）スイッチは全てのストップを元に戻す。Tスイッチは Tutti 、全ストップではなく、オルガン最大音量。Pスイッチは Pleno 、プリンチパル系のストップに組まれた音色にセットされる。記憶機能は多いが、演奏途中の記憶変更は不可。記憶状態は不可視。現在の大型オルガンに多く設置されている。
3. フェステ・コンビネーション（固定記憶制御装置）
予め選択されたストップが記憶されている。pp、mp、mf、f、ffなどと表記された記憶選択スイッチが並ぶ。基本的に記憶の変更はできない。

手元ボタン
近代の演奏台において、予めコンビネーションを記憶させたり、それを記憶させて準備するためのボタン類は、多くが手鍵盤の直下に横一列に並んでいることが多い。但し、そこだけの場合は、演奏中に助手が手を伸ばすには支障が大きいため、手鍵盤の脇にも用意されていることがある。また、各手鍵盤の間にも横一列にボタン類が並べられているものも見られるが、奏者が演奏中に触れてしまうという事故が頻繁に発生するため、多くのオルガニスト達からそれらは敬遠される。
多くは、記憶させたコンビネーション番号を指定するための数字ボタンと、順送り(例：→)・順戻し(例：←)ボタン、そして、セットする際のSボタン、キャンセルする際のCまたはO(ZERO)ボタン、そしてトゥッティ用のTボタンがある。
足ピストン
両手が演奏で塞がっている際には、足によってストップ操作がなされるように配慮されて、足ピストンが足鍵盤の上部壁に設置されている。一般的にそれは、操作上の制限からもあり、2列に留められている。
これは、手鍵盤周辺のように全ストップを個別に操作するためのものは用意されていない。主にフリー・コンビネーションの切り換え用であり、記憶させたコンビネーション番号を指定するための数字ボタンと、順送り(例：→)・順戻し(例：←)ボタン、そして、セットする際のSボタン、キャンセルする際のCまたはO(ZERO)ボタン、そしてトゥッティ用のTボタンがあり、その他カプラーとペダル・カプラーのものも一般的に設置されている。

## パイプ

### パイプの発音方式

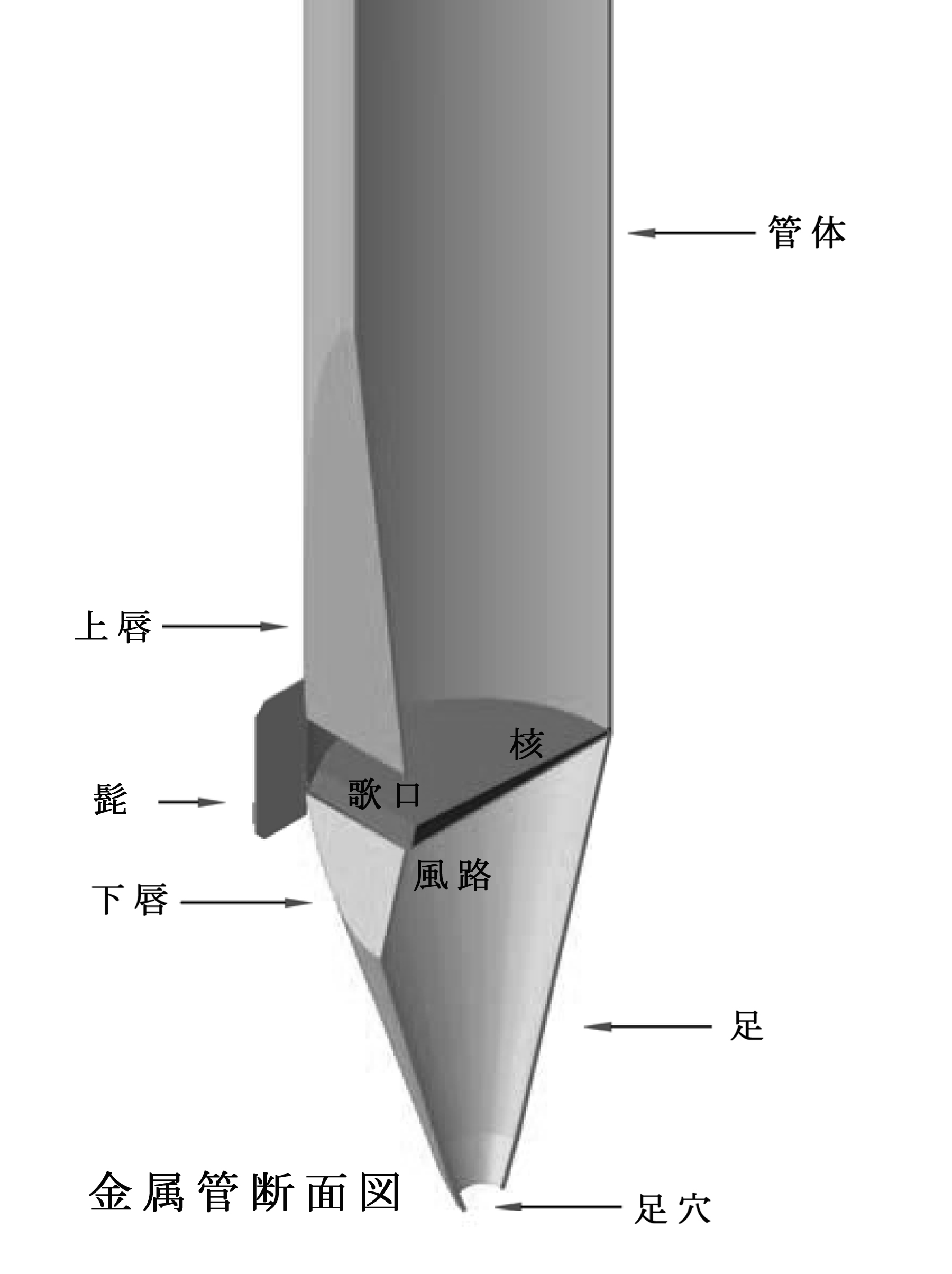
金属製フルー管

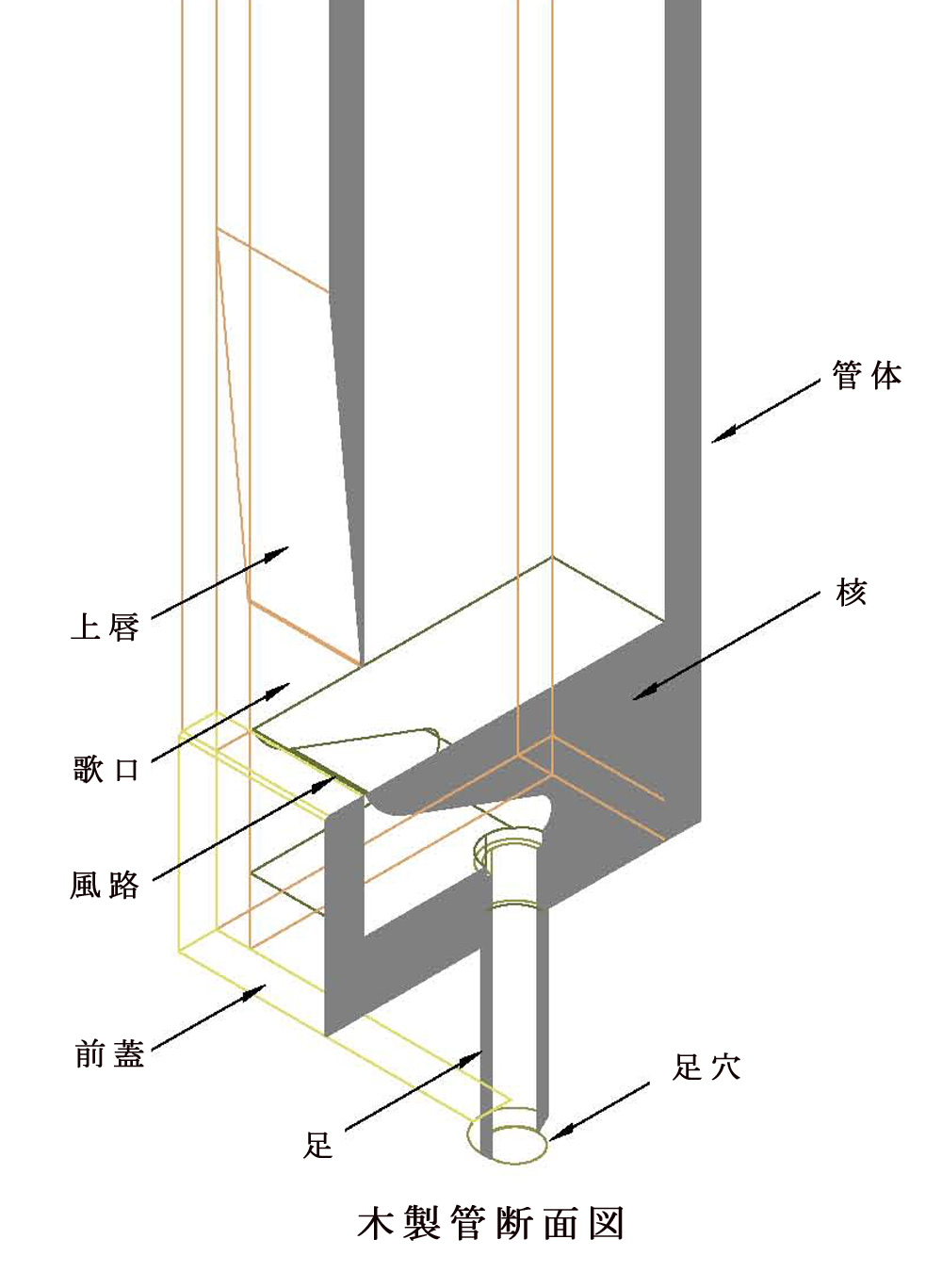
木製フルー管

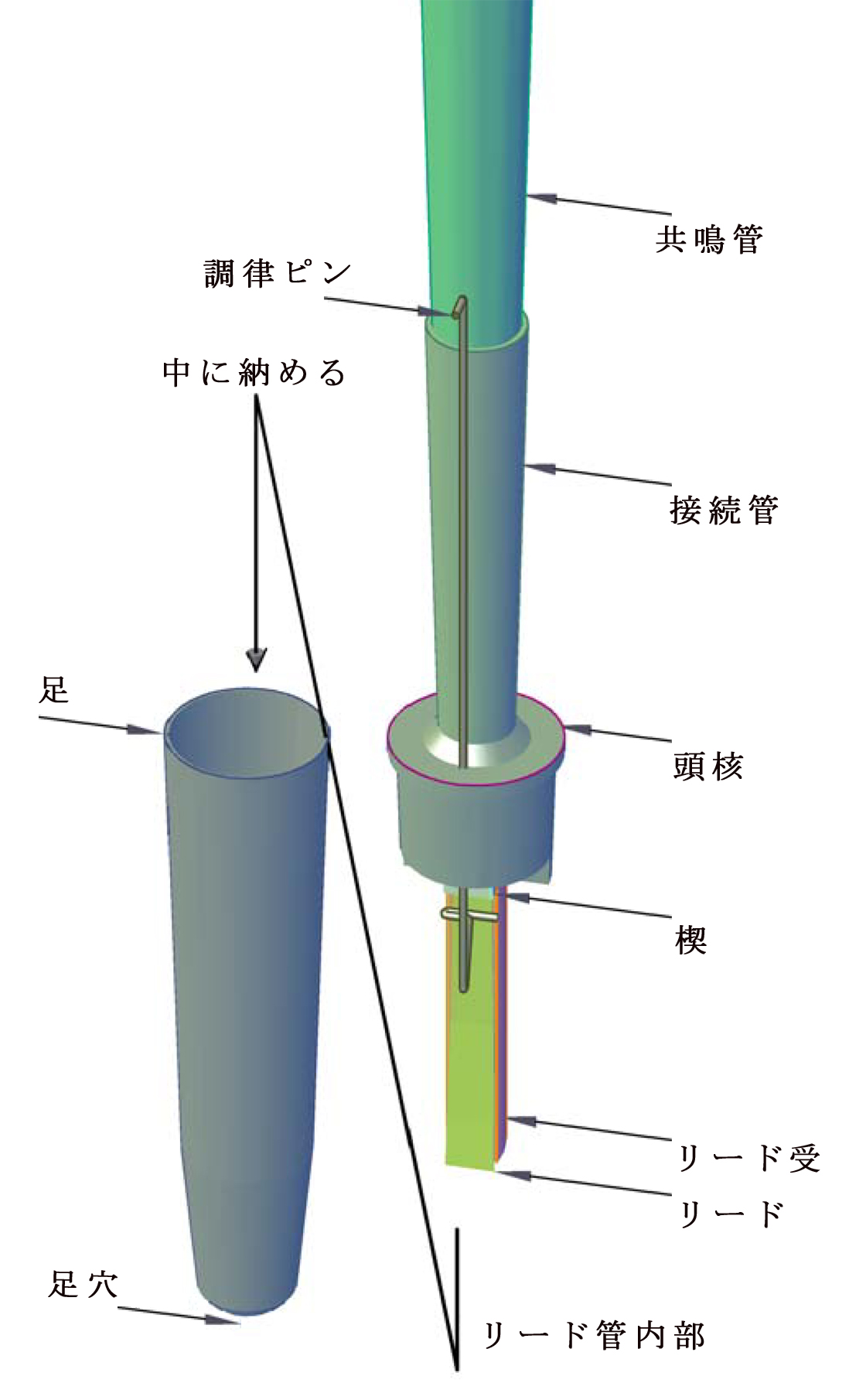
リード管

#### フルー管
フルー管（英: flue pipe）は、エアリードにより発音する管群である。発音原理的にはリコーダーに等しい。オルガンのパイプの主流を占める。
フルー管はパイプの末端が開かれているか閉じているかによって、開管と閉管に分けられる。
開管に対して、閉管では奇数次高調波の多い音質となり、同ピッチを得るためのパイプ長は開管の1/2となる。両者の中間的な性質を持つ半閉管パイプもある。
狭いスケール（パイプの太さ）のパイプは倍音が強くなり弦楽器的な音質となる。
逆に広いスケールのパイプは倍音が少なく純音に近くなる。
スペース節約のために直角曲げを施したパイプもあり、曲げても、総パイプ長の音が出る。

#### リード管
リード管（英: reed pipe）は、リードにより発音する管群である。クラリネットやサクソフォーンなどと同様の発音原理による。
底穴から風が入ると真鍮製のリードが振動して発音する。
共鳴管は音響インピーダンスを整合し放射効率を高めると共に倍音を整える。円錐形の共鳴管は完全な倍音列を強調し、円筒形の共鳴管は奇数次の倍音を強調する。
リード管のピッチは共鳴管の長さと、リードの長さ、質量、剛性によって決定される。条件が同じであればより長いリードはより低いピッチを与える。
固有振動数に基づいた共鳴管の長さは、円錐形の場合は概ね開管フルー管の長さに相当し、円筒形の場合は閉管フルー管の長さに相当するが、音質上の理由などからそれに従わない長さで作る場合もある。
レガール類のリード管はピッチに対して非常に短い共鳴管を持つ。19世紀には通常の2倍や4倍の長さの共鳴管を持つリード管も作られた。
リードオルガンやアコーディオン、ハーモニカなどと同様のフリーリードによるものもわずかに使用される。

#### ダイヤホーン
リード管とは異なり、発音原理的には金管楽器（トランペットやトロンボーン等）に似ている。革を貼った弁が振動源、共鳴管で調律する。低音用の特殊な管でロバート・ホープ＝ジョーンズが発明した。

### パイプの材質
金属製
主に鉛と錫の合金が使用される。錫の含有量が多いほど明るく鋭い響きとなる。多くは錫が50％前後の組み合わせを使用するが、この合金では斑点模様が現れる。GedacktやRohrflöteでは錫が35%以下の合金を用いることが多い。バロック時代までの歴史的オルガンでは、ほぼ純粋な鉛を鍛造処理して使用しているものが多い。オルガン前面のフロントパイプには外観の美しさ、強度、共鳴特性から純粋な錫のパイプが使われることもある。他にテノールC音（c）よりも下の大きな低域パイプには、錫が高価であることと、パイプ足の内側に銅板の内張を施さない限り、パイプが自重で崩壊するため、銅、亜鉛、真鍮などの硬い材質の金属が使われることもある。
木製
主にフルー管で角筒形の木管が用いられる。
竹製
世界で唯一、フィリピン・ラスピニャスのラスピニャス教会にあるバンブーオルガンに用いられている。1031本あるパイプのうち902本が竹製。

### フィート律表記と音高
複数のストップを混合させて音色を作り出す方法は、大きく分けて2つの面から見ることができる。1つは、異なった音色の混合によって生み出されるものであり、そしてもう1つは、異なった音高の混合によって生み出されるものである。この後者のものは、音色の特徴としての倍音構成を複数の音高のパイプ群を組み合わせることで人工的に作り出すものであり、ストップを使用する上で特に重要な概念である。

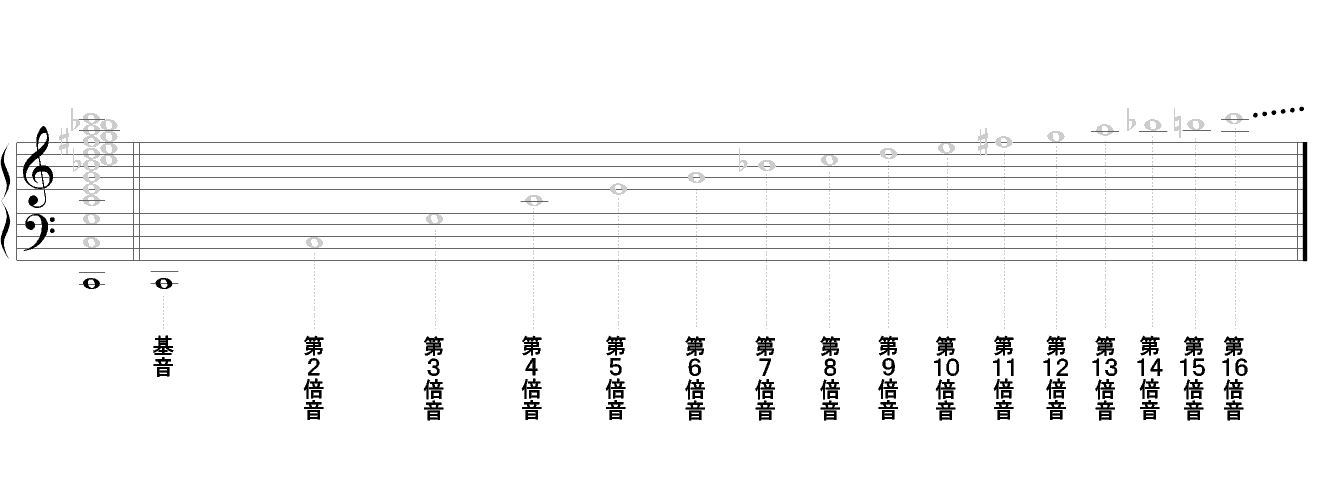
倍音列の平均律による近似音

一般にオルガンのストップ名には数字が添えられているが、これはフィート律によるストップの基準音高の表記である。一般的には、数字の横に「 ' (プライム)」が添えられ、ヤード・ポンド法における長さの単位としてのフィート（以下フィートはプライムで表記）を意味する。
| ストップのフィート律表記   | 鍵盤左端の"C"音を奏した場合 | 鍵盤左端の"C"音を奏した場合 | 鍵盤左端の"C"音を奏した場合 | 鍵盤左端の"C"音を奏した場合         | 鍵盤左端の"C"音を奏した場合 | 鍵盤左端の"C"音を奏した場合 |
| ストップのフィート律表記   | パイプの長さ                | パイプの長さ                | パイプの長さ                | 発音される音                        | 発音される音                | 発音される音                |
| ストップのフィート律表記   | ヤード・ポンド法            | メートル法                  | メートル法                  | 記音・鍵盤と実音との関係            | 音名                        | 周波数                      |
| -------------------------- | --------------------------- | --------------------------- | --------------------------- | ----------------------------------- | --------------------------- | --------------------------- |
| 1/4'ストップを使用した場合 | 0.25ft                      | 0.08m                       | 7.62cm                      | 記音・鍵盤に対して5オクターヴ上の音 | c4                          | 2048Hz                      |
| 1/2'ストップを使用した場合 | 0.50ft                      | 0.15m                       | 15.24cm                     | 記音・鍵盤に対して4オクターヴ上の音 | c3                          | 1024Hz                      |
| 1'ストップを使用した場合   | 1.00ft                      | 0.30m                       | 30.48cm                     | 記音・鍵盤に対して3オクターヴ上の音 | c2                          | 512Hz                       |
| 2'ストップを使用した場合   | 2.00ft                      | 0.61m                       | 60.96cm                     | 記音・鍵盤に対して2オクターヴ上の音 | c1                          | 256Hz                       |
| 4'ストップを使用した場合   | 4.00ft                      | 1.22m                       | 121.92cm                    | 記音・鍵盤に対して1オクターヴ上の音 | c                           | 128Hz                       |
| 8'ストップを使用した場合   | 8.00ft                      | 2.44m                       | 243.84cm                    | 記音・鍵盤と同音                    | C                           | 64Hz                        |
| 16'ストップを使用した場合  | 16.00ft                     | 4.88m                       | 487.68cm                    | 記音・鍵盤に対して1オクターヴ下の音 | C1                          | 32Hz                        |
| 32'ストップを使用した場合  | 32.00ft                     | 9.75m                       | 975.36cm                    | 記音・鍵盤に対して2オクターヴ下の音 | C2                          | 16Hz                        |
| 64'ストップを使用した場合  | 64.00ft                     | 19.51m                      | 1950.71cm                   | 記音・鍵盤に対して3オクターヴ下の音 | C3                          | 8Hz                         |

オルガンにおいて、鍵盤どおりの音高が発音されるストップ、すなわち、記音（記譜音）と実音とが一致するストップは8'である。これは一般に鍵盤の左端の鍵はヘ音記号における下第二線のC音となるが、この音を出すために必要な通常の開管のパイプ長がおおよそ8'であることに由来する。オルガンのストップにおける基準音高のフィート律表記は、この鍵盤の最低音のパイプの長さを表記することによっている。したがってストップの全ての音のパイプ長が8'という意味では決してない。1フィート＝0.3048メートルであるため、8'＝2.4384mとなる。
記音の1オクターヴ上の音高で発音するストップは8'の2分の1倍長で4'であり、記音の2オクターヴ上の音高で発音するストップは8'の2×2＝4分の1倍長の2'となる。また逆に、記音の1オクターヴ下の音高で発音するストップは8'の2倍長で16'、記音の2オクターヴ下の音高で発音するストップは8'の2×2＝4倍長の32'となる。
実際のパイプにおいては、音高に対して様々なパイプ長が採られており、例えば、閉管の場合に要求されるパイプ長は同じ音高の円筒開管の1/2の長さであり、リード管の音高は共鳴管の長さだけでは決定されない。しかしフィート律表記では実際のパイプの長さに関わらず、基準音高に対応する円筒開管のパイプ長によって表記する。

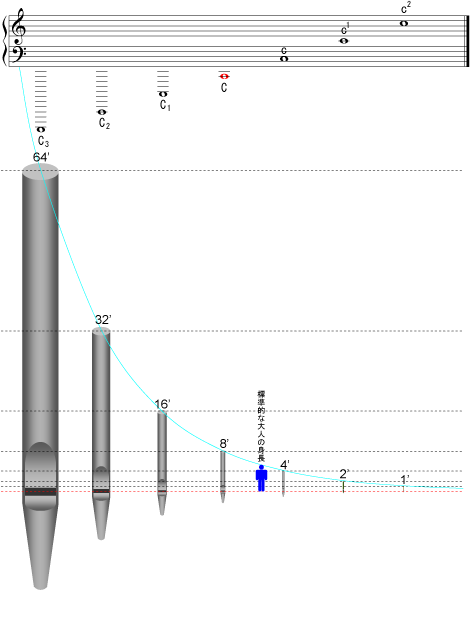
音高(実音)とパイプ長との関係

記音・鍵盤に対してオクターヴ間隔以外の音程のストップもあり、ミューテーション・ストップと呼ばれる。
5度音程系のものが最も一般的で、次いで長3度音程系が使用されるが、それ以外のものは標準的にどのオルガンにおいても装備されているものではなく、個性的な仕様となる。
ミューテーション・ストップは基本的に単体で使用することはないが、稀に単体のミューテーション・ストップを移調楽器のように用いることもある。

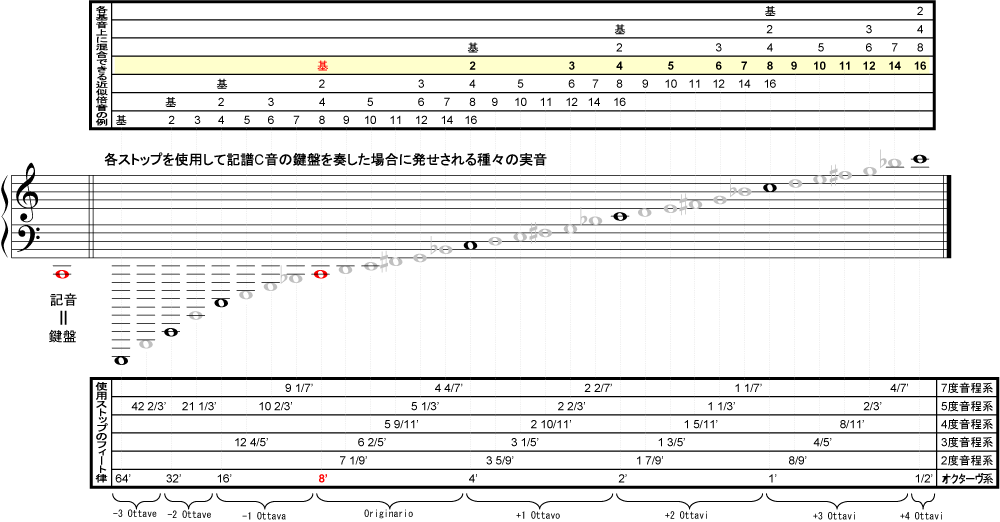
倍音列と種々の音程のフィート律表記

上図の中で、特に低い5度音程系のストップは標準的なものではなく、一般に差音効果を生み出すためのものである。例えば低音域のパイプを完全5度の音程関係で2本同時に鳴らすと、低い方のパイプよりも1オクターヴ下の音が聴こえる。この差音の特性を利用した5度音程系のストップは、19世紀のシンフォニック様式のオルガンで流行し、設置場所に充分な高さを必要とする長大な低音パイプに対して、設置スペースを節約するための一つの解消法ともなっている。例えば、32'ストップが設置する空間が確保できないような場合、16'に10 2/3'を同時に鳴らすことで32'の低音を擬似的に得ることができる。
| 倍音     | 度数   | 近似音 | フィート律 | フィート律 | フィート律 | フィート律 | フィート律 | フィート律 | フィート律 |
| -------- | ------ | ------ | ---------- | ---------- | ---------- | ---------- | ---------- | ---------- | ---------- |
| 第64倍音 | 43度音 | C      | 1'         | 1/2'       | 1/4'       | 1/8'       | 1/16'      | 1/32'      | 1/64'      |
| 第48倍音 | 40度音 | G      | 1 1/3'     | 2/3'       | 1/3'       | 1/6'       | 1/12'      | 1/24'      | 1/48'      |
| 第32倍音 | 36度音 | C      | 2'         | 1'         | 1/2'       | 1/4'       | 1/8'       | 1/16'      | 1/32'      |
| 第31倍音 |        |        | 2 2/31'    | 1 1/31'    | 16/31'     | 8/31'      | 4/31'      | 2/31'      | 1/31'      |
| 第30倍音 | 35度音 | B      | 2 2/15'    | 1 1/15'    | 8/15'      | 4/15'      | 2/15'      | 1/15'      | 1/30'      |
| 第29倍音 |        |        | 2 6/29'    | 1 3/29'    | 16/29'     | 8/29'      | 4/29'      | 2/29'      | 1/29'      |
| 第28倍音 |        | Bb     | 2 2/7'     | 1 1/7'     | 4/7'       | 2/7'       | 1/7'       | 1/14'      | 1/28'      |
| 第27倍音 |        |        | 2 10/27'   | 1 5/27'    | 16/27'     | 8/27'      | 4/27'      | 2/27'      | 1/27'      |
| 第26倍音 | 34度音 | A      | 2 6/13     | 1 3/13'    | 8/13'      | 4/13'      | 2/13'      | 1/13'      | 1/26'      |
| 第25倍音 |        | G#     | 2 14/25'   | 1 7/25'    | 16/25'     | 8/25'      | 4/25'      | 2/25'      | 1/25'      |
| 第24倍音 | 33度音 | G      | 2 2/3'     | 1 1/3'     | 2/3'       | 1/3'       | 1/6'       | 1/12'      | 1/24'      |
| 第23倍音 |        | F#     | 2 18/23'   | 1 9/23'    | 16/23'     | 8/23'      | 4/23'      | 2/23'      | 1/23'      |
| 第22倍音 | 32度音 | F      | 2 10/11'   | 1 5/11'    | 8/11'      | 4/11'      | 2/11'      | 1/11'      | 1/22'      |
| 第21倍音 |        |        | 3 1/21'    | 1 11/21'   | 16/21'     | 8/21'      | 4/21'      | 2/21'      | 1/21'      |
| 第20倍音 | 31度音 | E      | 3 1/5'     | 1 3/5'     | 4/5'       | 2/5'       | 1/5'       | 1/10'      | 1/20'      |
| 第19倍音 |        | Eb     | 3 7/19'    | 1 13/19'   | 16/19'     | 8/19'      | 4/19'      | 2/19'      | 1/19'      |
| 第18倍音 | 30度音 | D      | 3 5/9'     | 1 7/9'     | 8/9'       | 4/9'       | 2/9'       | 1/9'       | 1/18'      |
| 第17倍音 |        | Db     | 3 13/17'   | 1 15/17'   | 16/17'     | 8/17'      | 4/17'      | 2/17'      | 1/17'      |
| 第16倍音 | 29度音 | C      | 4'         | 2'         | 1'         | 1/2'       | 1/4'       | 1/8'       | 1/16'      |
| 第15倍音 | 28度音 | B      | 4 4/15'    | 2 2/15'    | 1 1/15'    | 8/15'      | 4/15'      | 2/15'      | 1/15'      |
| 第14倍音 |        | Bb     | 4 4/7'     | 2 2/7'     | 1 1/7'     | 4/7'       | 2/7'       | 1/7'       | 1/14'      |
| 第13倍音 | 27度音 | A      | 4 12/13'   | 2 6/13'    | 1 3/13'    | 8/13'      | 4/13'      | 2/13'      | 1/13'      |
| 第12倍音 | 26度音 | G      | 5 1/3'     | 2 2/3'     | 1 1/3'     | 2/3'       | 1/3'       | 1/6'       | 1/12'      |
| 第11倍音 | 25度音 | F#     | 5 13/23'   | 2 18/23'   | 1 9/23'    | 16/23'     | 8/23'      | 4/23'      | 2/23'      |
|          |        | F      | 5 9/11'    | 2 10/11'   | 1 5/11'    | 8/11'      | 4/11'      | 2/11'      | 1/11'      |
| 第10倍音 | 24度音 | E      | 6 2/5'     | 3 1/5'     | 1 3/5'     | 4/5'       | 2/5'       | 1/5'       | 1/10'      |
| 第9倍音  | 23度音 | D      | 7 1/9'     | 3 5/9'     | 1 7/9'     | 8/9'       | 4/9'       | 2/9'       | 1/9'       |
| 第8倍音  | 22度音 | C      | 8'         | 4'         | 2'         | 1'         | 1/2'       | 1/4'       | 1/8'       |
| 第7倍音  |        | Bb     | 9 1/7'     | 4 4/7'     | 2 2/7'     | 1 1/7'     | 4/7'       | 2/7'       | 1/7'       |
| 第6倍音  | 19度音 | G      | 10 2/3'    | 5 1/3'     | 2 2/3'     | 1 1/3'     | 2/3'       | 1/3'       | 1/6'       |
| 第5倍音  | 17度音 | E      | 12 4/5'    | 6 2/5'     | 3 1/5'     | 1 3/5'     | 4/5'       | 2/5'       | 1/5'       |
| 第4倍音  | 15度音 | C      | 16'        | 8'         | 4'         | 2'         | 1'         | 1/2'       | 1/4'       |
| 第3倍音  | 12度音 | G      | 21 1/3'    | 10 2/3'    | 5 1/3'     | 2 2/3'     | 1 1/3'     | 2/3'       | 1/3'       |
| 第2倍音  | 8度音  | C      | 32'        | 16'        | 8'         | 4'         | 2'         | 1'         | 1/2'       |
| 基音     | 元音   | C      | 64'        | 32'        | 16'        | 8'         | 4'         | 2'         | 1'         |

#### 複合ストップ
ピッチの異なる複数列のパイプを束ねたものであり、複数のストップを同時に加えたのと同様の効果が得られる。
通常、何列のパイプが装備されたものかをローマ数字にて併記される。その際、「列」を意味する次の各語、独語：Fach(ファハ),仏語：rang(ラング),英語：rank(ランク),伊語：fila(フィラ)によって呼ばれる。
Mixtureは複数の高いピッチのフルー管のパイプ列からなる複合ストップである。ミクスチュアという語は、Cymbel、Scharf、Fourniture、Ripienoなどの同種の複合ストップを包括的に指す用語としても使われる。ミクスチュアは高次の倍音群を付加することで輝かしい音色をもたらす。一般にオクターヴ系と5度音程系のパイプ列からなるが、3度音程系を含む場合もある。イタリアのオルガンでは複合ストップではなく各列がそれぞれ独立したストップとして存在しており奏者自身が組み合わせて使用する。
ミクスチュアは非常に高いピッチのパイプからなるため、制作上の限界から、一般にミクスチュアを構成する各パイプ列を音域内の適当な段階で低いピッチに折り返す事（ブレイク）が行われる。
ミクスチュアは中世のオルガンのストップ機構を持たず不可分で常に同時に鳴らされたパイプ群（ブロックヴェルク）から、ストップによって低いピッチのパイプ列が分割されたとき、残りの高いピッチのパイプ列がまとめられたものに由来する。
Sesquialteraは2-2/3'と1-3/5'の2列のフルー管からなる複合ストップである。基音のストップにリード的な音色を付加する。
Cornetは8'、4'、2-2/3'、2'、1-3/5'のフルー管からなる複合ストップである。リード的な音色を持ち、ソロで用いるほか、リード・ストップの高音域を補うことにも用いられる。8'や4'は省略されることもある。通常、音域は鍵盤の右半分のみである。18世紀ごろのものはc1以上、20世紀でもg以上の音域に作られることが多い。低音部がないのは、17世紀後半のフランスのオルガンに初めて備えられた当時はTrompetteの高音部の音量が小さく、音量を補うためにCornetを用いたためである。初期フランスのオルガン作品では、ソロ・ストップとしての使用が指定されていることが多い。

### ディヴィジョンと鍵盤
一般に大規模なオルガンでは、パイプ群はそれぞれが独立した小オルガンともいえるディヴィジョンに組織される。各ディヴィジョンごとに鍵盤が設けられ、それによって音色や音量の対比が可能となる。
ディヴィジョンの分け方や内容は様々であるが以下に例を挙げる。

#### 主オルガン
Great Organ（英），Great（英）, Grand Orgue（仏）, Hauptwerk（独），Hoofdwerk（蘭），Groot（蘭）
3段手鍵盤の場合、一般的には中段に割り当てられる。それ以上の数の手鍵盤がある場合には、3段よりも上に追加されるため、下から2番目が主鍵盤となる。但し、フランス式の3段手鍵盤では、最下段が主鍵盤とされる傾向がある。

#### ポジティフ
Positive（英），Choir（英），Positif（仏）, Positiv（独），Rückpositiv（独），Positief（蘭），Rugwerk（蘭）
主オルガンよりも小型で、しばしば演奏台の背後に設置される。3段手鍵盤の場合、一般的には下段に割り当てられる。但し、フランス式の3段手鍵盤では、中段がポジティフとされる傾向がある。

#### スウェル
Swell（英）, Récit（仏）, Oberwerk（独），Brustwerk（独），Schwellwerk（独・蘭），Bovenwerk（蘭），Borstwerk（蘭）
スウェル・シャッターによる強弱表現が可能なディヴィジョンである。スウェルというディヴィジョン名は、そのパイプが囲い箱（スウェルボックス）の中に入れられていることに由来する。スウェルボックスの前面には、よろい戸のようなシャッターが平行に取り付けられていて、これが演奏台にあるスウェル・ペダルにより開閉できるように作られている。元々スウェル・シャッターは、このディヴィジョン特有の仕様であったが、19世紀以降のオルガンの中には、他のディヴィジョンにも個別のスウェル・シャッターが設置されて、独立して強弱が表現できるという設計のものも見られる。主オルガンよりも上の、オルガン・ケースの高い位置に置かれたディヴィジョン（ドイツ、オランダではWerkと呼ぶ）を、ドイツではOberwek、オランダではBovenwerkと呼ぶ。共に「胸のヴェルク」の意味で、演奏者の正面で、演奏台の上部、主オルガンの下、すなわちオルガン・ケースの胸の部分にあたる部分を指している。

#### ペダル
足鍵盤用のディヴィジョンは特に北ドイツのオルガンで充実しているが、その他の地域の様式では他のディヴィジョンに比べ簡素であったり、あるいは独立したディヴィジョンを持たない場合もある。

### カプラー
オルガンの各ディヴィジョンは、鍵盤どうしを結合する機構（カプラー）を用いて互いにつなぐことができる。カプラーを用いることによって、あるディヴィジョンのストップを他のディヴィジョンの鍵盤からも使用することができる。カプラーは上段鍵盤の上に配置されたタブレットや、ドローノブ、足踏みレバーなどで操作できる。

## 震音装置
音を震わせるビブラートの効果を発生させるものである。大きく分けて以下の2種によるものが存在する。

### トレムラント
送風の変動によって音の強弱を発生させる。振動速度は共通していないが、例えば1分間に120回ほどの振動を発生させたりする。一般的には振動速度は固定されているが、現代では奏者の操作によって速さを変えられる可変式のトレムラントもある。電気装置のない時代から存在したが、振動速度が均一なため、機械的に聞こえてしまうという短所がある。

### 唸音ストップ
唸音（）ストップとは、わずかに調律を違えたパイプを同時に鳴らすことによって発生するうなりの作用を利用した効果を持つストップ。特定のストップと同時に用いることにより、ビブラート効果が得られる。楽器全体に共通するピッチよりもわずかに高く、あるいは低く調律するが、そのずれが5-6Hzの範囲にある時によく耳に認識され、これを離れると干渉によるうなりは認識されなくなる。ピッチのずれの程度によってうなりの周期が決まるという性質を使用し、同じ楽器中にある数種の唸音ストップごとに周期を違えたり、一つの唸音ストップの音域によって周期に変化をもたらしたりするなどの設計も可能である。セレストあるいはシュヴェーブンク（独：Schwebung=唸り）とも呼ばれ、ロマンティック・オルガン時代に発展した。イタリアでは、ルネサンス時代にすでにこの種のストップは知られていた。他の対になるストップと同時に使用するが、その選択を間違えると響きの良さは現れず、単独で使用するストップではない。
Voce Umana（伊）
人の声。Piffaro、Fiffaroとも呼ばれる。16世紀以降のイタリアのオルガンに特徴的な唸音ストップであり、Principale 8'と共に使用する。同名ストップとして、Vox Humana (羅) 、Voix Humaine (仏) などがあるが、これはレガール類のリード・ストップであり、まったく異なる。
Voix Céleste（仏）
天の声。唸音のSalicionalあるいはViola da Gamba。
Unda Maris（羅）
海の波。柔らかい音のフルートやストリングの唸音ストップ。ジルバーマン製作のものはPiffaroに相当。
これらの唸音ストップは、ビブラート効果を求めていない時には混合すべきではなく、トゥッティの際にも含めない。単独では用いられず、他の対になるストップと併用しなければならないなど、この種のストップ使用には注意が必要である。また、演奏台では誤用防止のためにストップの並びを工夫し、主ストップとしてではなく補助ストップ列などに、あるいは対になるストップの横に並べるなどの配慮が求められる。

## ストップ名
ほぼ同一種のストップでも、地域により名称が異なる場合が多い。
例えば最も基本的な中庸なスケールの円筒開管フルー管のストップは地域により以下のように呼ばれる。
| フィート律 | 伊           | 独          | 仏        | 英            |
| ---------- | ------------ | ----------- | --------- | ------------- |
| 8'         | Principale   | Prinzipal   | Montre    | Open Diapason |
| 4'         | Ottava       | Octav       | Prestant  | Principal     |
| 2'         | Quintadecima | Superoctave | Doublette | Fifteenth     |

また逆に同一名称のストップであっても、地域や時代あるいは製作家によって内容が異なることがある。
一般にオルガンの仕様書は、そのオルガンの持つ全ストップをまとめた一覧表を載せている。各言語において以下のように呼ばれる。
英：stoplist・stop-list,  specification
独：Disposition
仏：composition(de l'orgue),  disposition
伊：disposizione,  composizione
ストップ名は、鍵盤ごとに、フルー管、複合管、リード管に分けて、それぞれピッチの低い順に並べられる。また仕様書には、楽器に装備されているカプラーの種類や、機構方式、鍵盤数、足ペダルの種類と数（スウェル・ペダル、クレッシェンド・ペダル）、コンビネーション・メモリの保存セット数なども書かれる。
ストップ名の付け方は様々であるが、以下に例を挙げる。
パイプの形状や素材に由来するもの
- Gedeckt＝閉管　decken(蓋をする)に由来
- Flûte Conique＝円錐型のフルート
- Holzregal＝木製のレガール

実際的な事象に由来するもの
- Montre＝前面陳列管
- Hintersatz＝背後管
- Untersatz＝低位管
- Mixture＝混合管
- Flûte harmonique＝倍音フルート

音高に由来するもの
- Octave＝8度
- Quintadecima＝15度
- Vigesima Nona＝29度

音色の表情に由来するもの
- Nasard＝鼻声
- Scharfe＝鋭い
- Dolce＝柔和な

音色が連想させる楽器に由来するもの
- Blockflöte＝リコーダー
- Trumpet＝トランペット
- Viola da Gamba＝ヴィオラ・ダ・ガンバ

| ストップ名                                                                     | 説明 |  |
| ------------------------------------------------------------------------------ | --- |  |
| Baarpijp（蘭）                                                                 | 発音（音の立ち上がり）が速いことが特徴で、GemshornとPirncipalの中間の音色をもつ。 |  |
| Blockflöte（独）                                                               | リコーダー。4'または2'のきわめて直径の大きい金属フルー・ストップ。 |  |
| Bombarde（仏）                                                                 | フランスのオルガンで見られる16'または32'のリード・ストップで、通常、ペダルに設けられる。 |  |
| Bourdon（仏）                                                                  | 金属製のフルー閉管で、ペダルには16'か32'、手鍵盤には8'か16'のものが設けられる。 |  |
| Clarinet（英）                                                                 | 8'のリード・ストップ。クラリネットの音を模倣している。 |  |
| Clarion（英）, Clairon（仏）                                                   | 4'のリード・ストップ。ピッチの高いTrumpet。標準管長で朝顔型に開いた共鳴管をもつ。 |  |
| Contrabass（英），Contrebasse（仏）                                            | 16'の開管のペダル・ストップ。 |  |
| Copula                                                                         | 通常、8'のフルー閉管ストップを指す。他のストップとの親和性が高いのでその名前がついている。ドイツのバロックオルガンでは、これに加えて他のストップを用いた。この方法は、フランスでTrumpetteやCromorneにBourdonを加える使用方法と類似している。 |  |
| Cornet（仏）                                                                   | 名称はコルネット（ツィンク）に由来する。Bourdon8', Prestant 4', Nasard 2-2/3', Quarte de Nasard 2', Tierce 1-3/5'の組み合わせに相当する複合ストップで、リード的な音色を持ち、ソロで用いるほか、リード・ストップの高音域を補うことにも用いられる。8'や4'は省略されることもある。通常、音域は鍵盤の右半分のみである。18世紀ごろのものはc1以上、20世紀でもg以上の音域に作られることが多い。低音部がないのは、フランスの古典楽器ではTrompetteの高音部の音量が小さく、音量を補うためにCornetを用いたためである。 |  |
| Cornett（英），Kornett（独），Zink（独）                                       | 2'のリード・ストップで、ドイツやオランダのオルガンの一部にみられる。 |  |
| Cornopean                                                                      | 8'のリード・ストップで、Trumoetに似た太い音色をもつ。 |  |
| Cremona                                                                        | イギリスのオルガンのソロ・リード・ストップで、CromorneとClarinetの中間の音色をもつ。 |  |
| Cromorne（仏）, Krumhorn（独）                                                 | 名称はクルムホルンに由来する。円筒形共鳴管を持つリード・ストップ。古典的なフランスのオルガンのポジティフが一般的に備える。 |  |
| Cymbel, Zimbel（独）, Scharf（独）,Cymbale（仏）                               | 高いピッチのミクスチュア。通常のミクスチュアに加えてさらに鋭い音質を得る。8度音と5度音で構成され、オクターブごとに反復する。通常は1/2'か1/4'を基底のピッチとする。 |  |
| Diapason（英）                                                                 | イギリスでPrincipal 8'に対する名称。 |  |
| Doppelflöte（独）                                                              | 木製の閉管フルー・ストップ。各パイプに2個ずつ歌口がある。 |  |
| Doublette（仏）                                                                | フランスのオルガンのPrincipal 2'。 |  |
| Dulciana（英・独・仏）                                                         | 狭スケールの円筒開管フルー管。非常に静かなストップ。逆円錐形のパイプをもつ。ロマン派で好んで使われた。 |  |
| English horn                                                                   | イングリッシュホルンの音色を模倣したソロ・リード・ストップ。共鳴管は半閉管である。 |  |
| Flauto（伊）, Flûte（仏）, Flöte（独）, Flute（英）                            | フルート・ストップ（広スケールのフルー管）に広く用いられる名称である。多くのヴァリエーションが存在する。 |  |
| Gedackt（独）, Bourdon（仏）, Stopped Diapason（英）                           | 一般的な閉管フルート・ストップ。木製のものが多い。 |  |
| Gemshorn                                                                       | 名称は同名の楽器に由来。先細りの構造の開管フルー管。フルートとストリングの中間的な音色。 |  |
| Larigot（仏）                                                                  | 1-1/3'の5度音程系フルート・ミューテーション・ストップ。 |  |
| Mixtur（独）, Mixture（英）, Fourniture（仏）, Ripieno（伊）                   | 複数の高いピッチのフルー管のパイプ列からなる複合ストップで、高次の倍音を付加することによって輝かしい音色をもたらす。一般にオクターヴ系と5度音程系のパイプ列からなるが、3度音程系を含む場合もある。イタリアのRipienoは数個の倍音とオークターヴストップを同時に使うことで効果が表れるよう設計されている。 |  |
| Nasard（仏）, Nasat（独）                                                      | 2-2/3'の5度音程系フルート・ミューテーション・ストップ。 |  |
| Principale（伊）, Prinzipal（独）, Montre（仏）, Open Diapason（英）, Prestant | 中スケールの円筒開管フルー管。オルガンの最も基本的な音色。一般にフロントパイプとしてオルガンのケースの最前面に並ぶ。これらの名称は一般に8'や16'に使用されるが、ドイツでは各鍵盤の最も低く大型のものに名付けられる。よってドイツのPrinzipalのフィートは一定していない。イギリスではPrincipalは4'を指す。 前面の装飾パイプに使用されるものを特にMontre（仏）、Prestantと呼ぶ。フランスのMontreは4'である。 |  |
| Quarte de Nasard（仏）                                                         | Nasardの4度上、即ち2'のフルート・ストップ。 |  |
| Quintaten（仏）, Quintadena（英・独）                                          | 12度が基音と同じぐらい顕著に鳴る閉管フルート・ストップ。 |  |
| Regal                                                                          | 同名のオルガンの一種に由来する。非常に短い共鳴管を備えたリード管で、多くのヴァリエーションが存在する。 |  |
| Rohrflöte（独）, Rohrgedackt（独） Chimney flute（英）, Flûte à cheminée（仏） | 広スケールの半閉管フルー管で、蓋に煙突状のダクトが付いていることが特徴である。ダクトはパイプ内部に隠される場合もある。 |  |
| Salicional                                                                     | 名称はラテン語のsalix（柳）に由来する。狭スケールの円筒開管フルー管で弦楽器的な音色。17世紀にはハプスブルク領内特有のストップであったが、19世紀には一般的に見られるようになった。 |  |
| Sesquialtera                                                                   | 2-2/3'と1-3/5'の2列のフルー管からなる複合ストップ。基音のストップにリード的な音色を付加する。 |  |
| Sifflet（仏）, Sifflöt（独）                                                   | 1'のフルート・ストップ。 1-1/3'や 2'のこともある。 |  |
| Subbass（独）, Soubasse（仏）                                                  | 16'あるいは32'のBourdon。 |  |
| Tierce（仏）, Tertia, Terz（独）                                               | 1-3/5'の3度音程系フルート・ミューテーション・ストップ。特にフランスのオルガンに見られる。 |  |
| Trumpet（英）, Trompete（独）, Trompette（仏）, Tromba （伊）                  | 非常に一般的なリード・ストップ。長い円錐あるいはフレア型の共鳴管を持つ。 |  |
| Viola da Gamba（伊）, Viole de Gambe（仏）                                     | 名称は同名の楽器に由来し、弦楽器に似た音色を持つストリング・ストップの代表であるが、多様な形式のストップがこの名で呼ばれ、共通しているのは弦楽器に似た音色を持っているということだけである。 |  |